# Station Vesterport
Station Vesterport (letterlijk "Westerpoort") is een S-tog-station in het centrum van Kopenhagen, Denemarken. Het is genoemd naar de Vesterport, die in 1857 werd gesloopt.

## Geschiedenis
Om de problemen met het treinverkeer in Kopenhagen op te lossen werd in 1904 besloten tot de bouw van een nieuw Hovedbanegård (centraal station) dat via een spoorlijn aan de noordkant met station Østerport zou worden verbonden ten behoeve van het treinverkeer ten noorden van de stad. Om hinder voor het wegverkeer door overwegen te vermijden werd deze Boulevardbanen deels ondergronds aangelegd en kwam het deel tussen Hovedbanegård en de tunnelmond bij de H.C. Andersens Boulevard in een tunnelbak. Aanvankelijk was er aan de lijn alleen een ondergronds station Nørreport, maar bij de elektrificatie van de lijn werd een eilandperron gebouwd in de tunnelbak ter hoogte van de Vester Farimagsgade aan de westkant en de Hammerichsgade aan de oostkant. Het werd op 15 mei 1934 geopend onder de naam Vesterport, tegelijk met de S-tog tussen Hovedbanegård en Hellerup (lijn A). De ingang kwam aan Ved Vesterport, de uitvalsweg van de vroegere stadspoort die bij het kruispunt Rådhuspladsen/Vesterbrogade stond, hemelsbreed 350 meter ten oosten van het station.

## Ligging en inrichting
Het station, op 500 meter ten noorden van Københavns Hovedbanegård, is ontworpen door de DSB-architect K.T. Seest, die het eilandperron tussen de twee westelijkste sporen van de boulevardbanen in de tunnelbak legde. Het stationsgebouw kwam op straatniveau bij de zuidkop van het perron. Als eerste station van Denemarken kreeg het een roltrap. Aanvankelijk draaide die afwisselend stijgend en dalend, later werd een tweede roltrap bijgeplaatst. 
Het stationgebouw is gebouwd als staalskelet met gepleisterde wanden en stalen ramen. Aan de straatzijde wordt het gebouw gekenmerkt door de twee gebogen gevels met grote, doorlopende raambanden. Oorspronkelijk was er zowel een kiosk als kaartverkoop; bij een latere renovatie verdween de kaartverkoop zodat het station tegenwoordig alleen nog maar een 7-Eleven-winkel heeft. In 1969 werd de toegangscontrole op de stations afgeschaft en in het decennium daarna werden aan de noordkant twee trappen tussen straat en perron gebouwd om de toegang te verbeteren. In 2002-2003 werd groot onderhoud uitgevoerd aan het station en in 2010 aan de keerwanden van de tunnelbak. 
In 2004 werd het station door de bijzondere bouwinspectie op de monumentenlijst gezet, maar de DSB maakte daartegen bezwaar bij de minister van cultuur Brian Mikkelsen. Een jaar later werd het besluit teruggedraaid. DSB was bang dat de status van monument toekomstige modernisering en eventuele overkapping van de tunnelbak zou belemmeren. In oktober 2012 plaatste het Deense Agentschap voor Cultureel Erfgoed het gebouw opnieuw op de monumentenlijst, ook nu onder protest van de DSB. Er ligt nog steeds een voorstel voor een project waarin hoogbouw over delen van de tunnelbak wordt overwogen. Daarbij zou het station overkapt worden en het bioscoopcomplex Palads worden gesloopt.

## Reizigersverkeer
Op station Vesterport stoppen de S-treinen van de lijnen A, B, Bx, C, E en H. De enige lijn die hier niet komt is lijn F (Ringbanen). De bushaltes liggen verspreid rond het station: aan de Vester Farimagsgade stopt lijn 68 naar station Lyngby en lijn 37 naar station Flintholm. Dezelfde lijnen in de andere richting stoppen op de Hammerichsgade, lijn 37 naar Refshaleøen en lijn 38 naar station Bella Center. Op de Ved Vesterport zijn de haltes van lijn 31 tussen Vanløse, Ålekistevej en station Kastrup, en lijn 26 tussen Bellahøj en het Koninklijk Deens Theater. Wat betreft de reizigersstroom staat het station op de zevende plaats in Denemarken.
| Serie | Treinsoort  | Route | Bijzonderheden |
| ----- | ----------- | --- | -------------- |
| A     | S-tog (DSB) | Solrød Strand – Karlslunde – Greve – Hundige – Ishøj – Vallensbæk – Brøndby Strand – Avedøre – Friheden – Åmarken – Ny Ellebjerg – Sjælør – Sydhavn – Dybbølsbro – København H – Vesterport – Nørreport – Østerport – Nordhavn – Svanemøllen – Hellerup – Jægersborg – Lyngby – Holte – Birkerød – Høvelte – Allerød – Hillerød                                       |                |
| B     | S-tog (DSB) | Høje Taastrup – Taastrup – Albertslund – Glostrup – Brøndbyøster – Rødovre – Hvidovre – Danshøj – Valby – Carlsberg – Dybbølsbro – København H – Vesterport – Nørreport – Østerport – Nordhavn – Svanemøllen – Ryparken – Emdrup – Dyssegård – Vangede – Kildebakke – Buddinge – Stengården – Bagsværd – Skovbrynet – Hareskov – Værløse – Farum                      |                |
| Bx    | S-tog (DSB) | Høje Taastrup – Taastrup – Albertslund – Glostrup – Danshøj – Valby – Carlsberg – Dybbølsbro – København H – Vesterport – Nørreport – Østerport – Nordhavn – Svanemøllen – Ryparken – Emdrup – Dyssegård – Vangede – Kildebakke – Buddinge – Stengården – Bagsværd – Skovbrynet – Hareskov – Værløse – Farum                                                          |                |
| C     | S-tog (DSB) | Frederikssund – Ølstykke – Egedal – Stenløse – Veksø – Kildedal – Måløv – Ballerup – Malmparken – Skovlunde – Herlev – Husum – Islev – Jyllingevej – Vanløse – Flintholm – Peter Bangs Vej – Langgade – Valby – Carlsberg – Dybbølsbro – København H – Vesterport – Nørreport – Østerport – Nordhavn – Svanemøllen – Hellerup – Charlottenlund – Ordrup – Klampenborg |                |
| E     | S-tog (DSB) | Køge – Ølby – Køge Nord – Jersie – Solrød Strand – Karlslunde – Greve – Hundige – Ishøj – Ny Ellebjerg – Sjælør – Sydhavn – Dybbølsbro – København H – Vesterport – Nørreport – Østerport – Nordhavn – Svanemøllen – Hellerup – Bernstorffsvej – Gentofte – Jægersborg – Lyngby – Sorgenfri – Virum – Holte                                                           |                |
| H     | S-tog (DSB) | Frederikssund – Ølstykke – Egedal – Stenløse – Veksø – Måløv – Ballerup – Malmparken – Herlev – Vanløse – Flintholm – Valby – Carlsberg – Dybbølsbro – København H – Vesterport – Nørreport – Østerport |                |

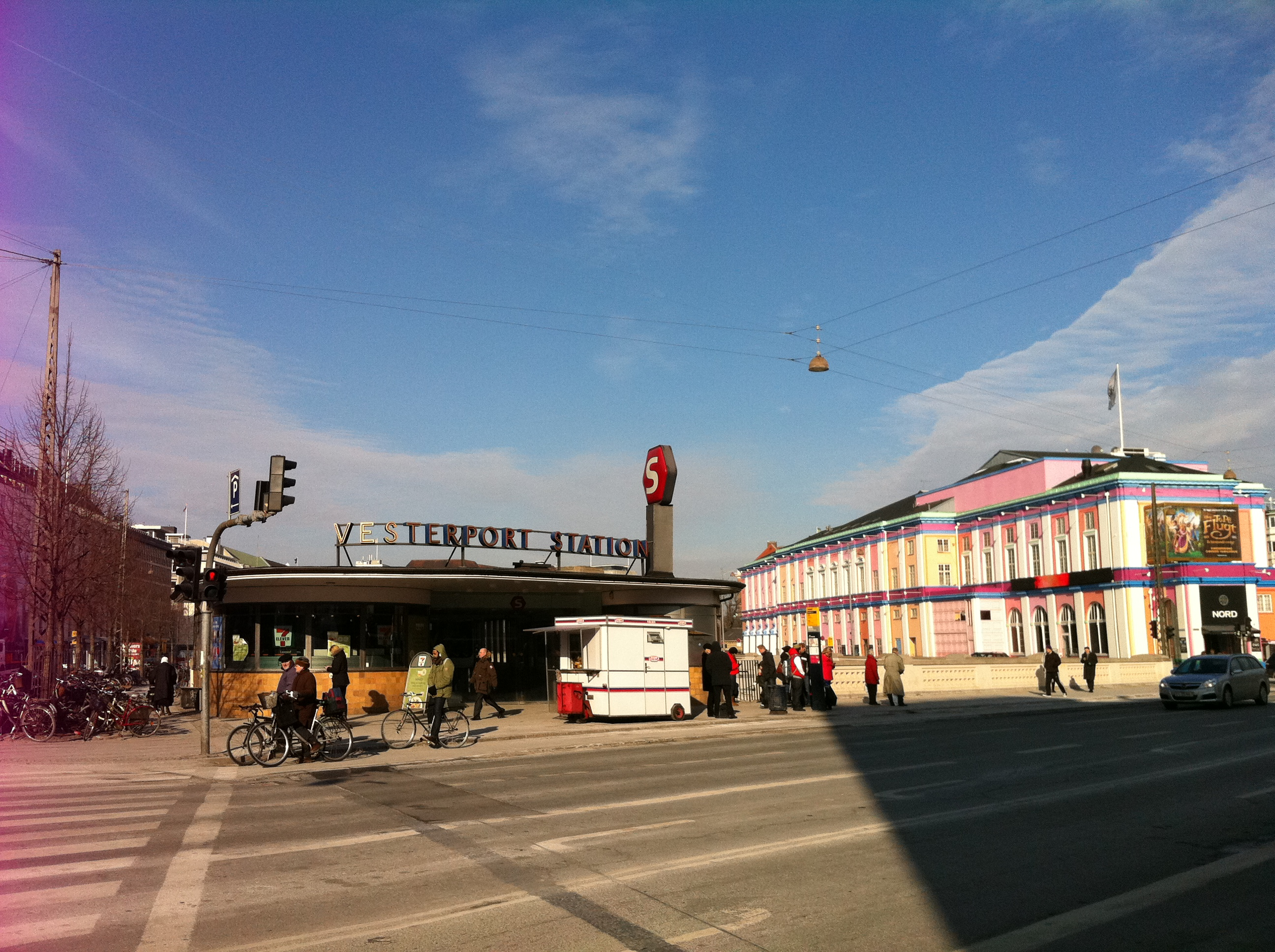
Gezien vanuit Ved Vesterport, met rechts Palads
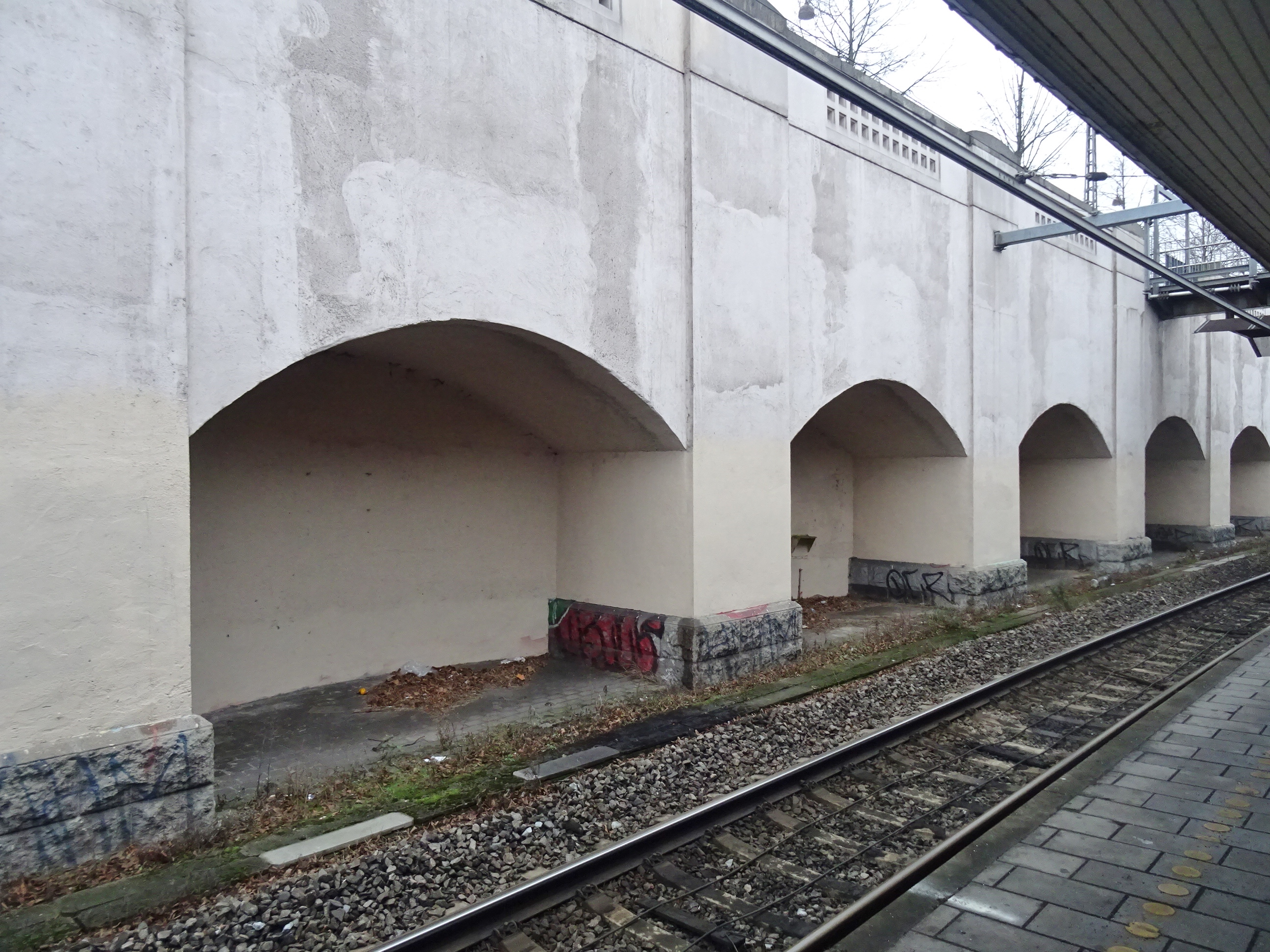
De westelijke keerwand van de tunnelbak langs het spoor
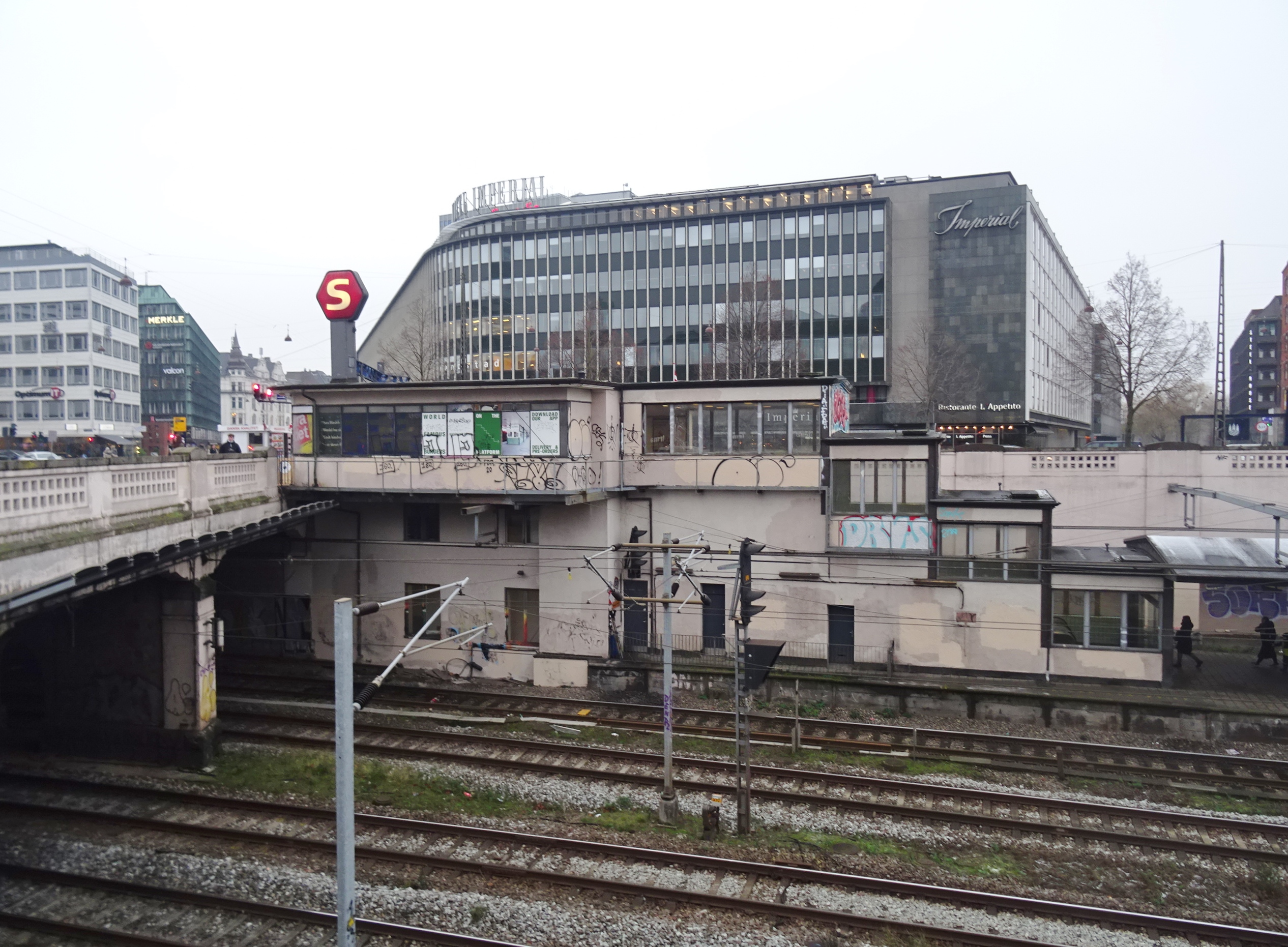
Stationsgebouw met (rol)trappenhuis gezien uit het oosten
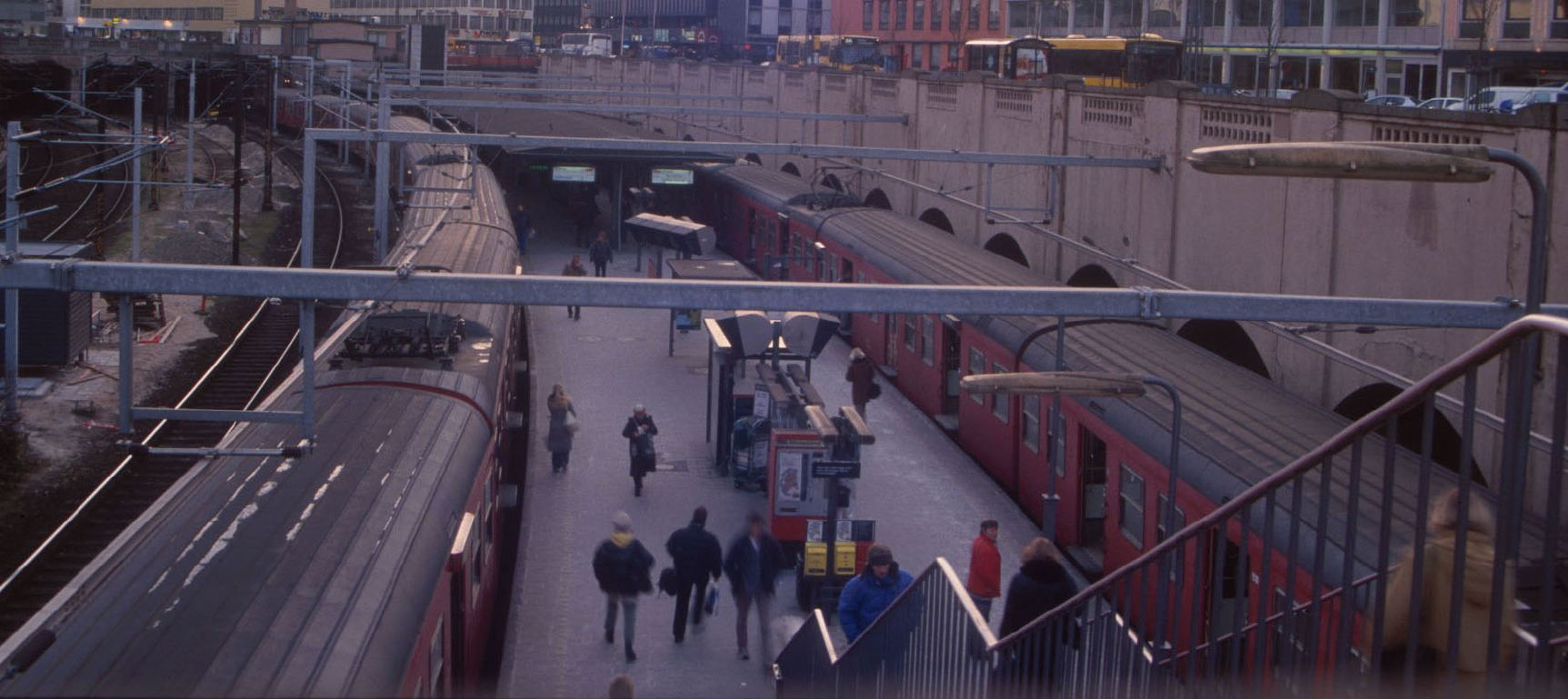
Het S-tog perron

Solrød Strand · Karlslunde · Greve · Hundige · Ishøj · Vallensbæk · Brøndby Strand · Avedøre · Friheden · Åmarken · Ny Ellebjerg · Sjælør · Sydhavn · Dybbølsbro · København H · Vesterport · Nørreport · Østerport · Nordhavn · Svanemøllen  · Hellerup · Jægersborg · Lyngby · Holte · Birkerød ·  Høvelte · Allerød · Hillerød
Høje Taastrup · Taastrup · Albertslund · Glostrup · Brøndbyøster · Rødovre · Hvidovre · Danshøj · Valby · Carlsberg · Dybbølsbro · København H · Vesterport · Nørreport · Østerport · Nordhavn · Svanemøllen · Ryparken · Emdrup · Dyssegård · Vangede · Kildebakke · Buddinge · Stengården · Bagsværd · Skovbrynet · Hareskov · Værløse · Farum
Høje Taastrup · Taastrup · Albertslund · Glostrup · Danshøj · Valby · Carlsberg · Dybbølsbro · København H · Vesterport · Nørreport · Østerport · Svanemøllen · Ryparken · Emdrup · Dyssegård · Vangede · Kildebakke · Buddinge · Stengården · Bagsværd · Skovbrynet · Hareskov · Værløse · Farum
Frederikssund · Vinge · Ølstykke · Egedal · Stenløse · Veksø · Kildedal · Måløv · Ballerup · Malmparken · Skovlunde · Herlev · Husum · Islev · Jyllingevej · Vanløse · Flintholm · Valby · Carlsberg · Dybbølsbro · København H · Vesterport · Nørreport · Østerport · Nordhavn · Svanemøllen · Hellerup · Charlottenlund · Ordrup · Klampenborg
Køge · Ølby · Køge Nord · Jersie · Solrød Strand · Karlslunde · Greve · Hundige · Ishøj · Ny Ellebjerg · Sjælør · Sydhavn · Dybbølsbro · København H · Vesterport · Nørreport · Østerport · Nordhavn · Svanemøllen · Hellerup · Bernstorffsvej · Gentofte · Jægersborg · Lyngby · Sorgenfri · Virum · Holte
Frederikssund · Ølstykke · Egedal · Stenløse · Veksø · Måløv · Ballerup · Malmparken · Herlev · Vanløse · Flintholm · Peter Bangs Vej · Langgade ·  Valby · Carlsberg · Dybbølsbro · København H · Vesterport · Nørreport · Østerport
0,0: Københavns Hovedbanegård ·
Vesterport ·
1,5: Nørreport ·
3,1: Østerport ·
Nordhavn ·
Svanemøllen ·
7,8: Hellerup ·
10,3: Charlottenlund ·
Ordrup ·	
13,3: Klampenborg · 
16,2: Springforbi · 	
18,8: Skodsborg ·
22,1: Vedbæk ·
26,1: Rungsted Kyst ·
29,1: Kokkedal ·
32,5: Nivå ·
36,3: Humlebæk ·
40,0: Espergærde ·
42,7: Snekkersten ·
46,2: Helsingør